# Domenico Calcagno
Domenico Calcagno (Parodi Ligure, 1943. február 3. –) római katolikus pap, az Apostoli Szék Vagyonkezelősége nyugalmazott elnöke, bíboros.

## Élete
1967. június 29-én szentelték pappá. 1999-ben kinevezték az Olasz Püspöki Konferencia kincstárnokává.

### Püspöki pályafutása
2002. január 25-én kinevezték a Savona-Noli-i egyházmegye püspökévé, majd március 9-én püspökké szentelték. 2007. július 7-én kinevezték az Apostoli Szék Vagyonkezelősége (APSA) titkárává, egyúttal ad personem érseki rangra emelték. 2011. július 7-én kinevezték az APSA elnökévé. XVI. Benedek pápa a 2012. február 12-i konzisztóriumon bíborossá kreálta. Részt vett a 2013-as konklávén, amely megválasztotta Ferenc pápát. 2018. június 26-án a pápa elfogadta a lemondását elnöki pozíciójáról.